# رودلف كلوغ
رودلف كلوغ (بالألمانية: Rudolf Klug)‏ هو تربوي ألماني، ولد في 8 أكتوبر 1905 في هامبورغ في ألمانيا، وتوفي في 28 مارس 1944 في Beisfjord ‏ في النرويج.